# Hotel Maringe'a
Hotel Maringe’a – hotel, który znajdował się w Warszawie, u zbiegu ul. Marszałkowskiej 146, Rysiej i pl. Zielonego 5, obecnie pl. J. H. Dąbrowskiego.  Zburzony na początku XX wieku.

## Historia
Hotel powstawał w latach 1865−1867 według projektu Teodora Witkowskiego i Leona Surzyńskiego. Był to budynek dwupiętrowy i miał 35 pokoi. Elewację zdobiły popiersia Faustyna Cenglera. Od Marszałkowskiej widać było parterową przybudówkę ozdobioną facjatką, krytą dachówką i zwieńczoną trójkątnym szczycikiem. Główne wejście do hotelu znajdowało się od strony ul. Rysiej. 
Właścicielem hotelu był Wiktor Maringe – syn Francuza Leonarda Maringe’a, osiadłego na stałe w Polsce w okresie wojen napoleońskich i Katarzyny Boretti, córki włoskiego architekta. Hotel prowadził własną restaurację oraz posiadał skład win. Wśród znawców kuchni znany był „bifsztyk u Marenża”. 
Hotel zburzono w pierwszym dziesięcioleciu XX wieku. Po 1902 w tym miejscu powstał Hotel Francuski.